# داودا توريه
داودا توريه (مواليد 30 أبريل 2000، لاعب كرة قدم مالي يجيد اللعب في خط وسط.
لعب مع بيونيك يريفان الأرميني في الفئات السنية و لعب في الإمارات في نادي الظفرة ونادي العروبة ونادي الإمارات و احترف في نادي الصفا السعودي.